# 王道 (テレビドラマ)
王道（ワンド）は、1991年、韓国放送公社（KBS）で放送されたテレビドラマ。全34回。日本では2010年8月11日から同年9月28日までBS日テレで放送された。

## 概要
このドラマは、朝鮮時代中期に活躍した政治家で策士である洪国栄の栄光と転落を描いた作品。主演はキム・ヨンチョル。演出はキム・ジェヒョン。

## 出演
- 洪国栄：キム・ヨンチョル
- 正祖：カン・ソグ
- 貞純王后：キム・ジャオク
- 洪鳳漢：シン・グ

- 英祖：キム・ソンウォン
- 恵慶宮洪氏：チョン・ヨンスク
- スンジ：パク・スネ
- ウォルレ：イ・ドッキ
- 和緩翁主：イ・ヒョチュン

## 参考資料
- BS日テレ『王道』公式ページより
- 『韓国時代劇カタログ』　学研　2010年